# Damianos Kattar
Damianos Kattar, né à Jezzine en 1960, est un économiste et homme politique libanais. 

## Biographie
Damianos Kattar a poursuivi des études en informatique de gestion au conservatoire national des Arts et Métiers à l'Université Libanaise, période durant laquelle il était très engagé avec la Croix Rouge Libanaise. 
Après des études de gestion et de stratégie, il devient consultant stratégique de nombreuses institutions financières dans les pays du Golfe et enseignant universitaire à l'université Saint-Joseph et à l’université la Sagesse à Beyrouth.
Entre avril et juillet 2005, il est ministre des Finances et ministre de l’Économie et du Commerce au sein du gouvernement de Najib Mikati. Son franc-parler et le fait qu’il soit un visage neuf sur la scène politique lui ont permis de se construire rapidement une notoriété. 
En janvier 2020, il devient ministre de l'Environnement dans le gouvernement de Hassan Diab. En août 2020, après les explosions en Beyrouth, il décide de démissionner.